# Simon
Simon är ett mansnamn och en grekisk form av det hebreiska namnet Simeon (Schimeon eller Shimon) som brukar översättas med "bönhörelse". 
Äldsta belägg i Sverige, år 1208.  
Simon låg 2014 på 67:e plats på namntoppen för nyfödda, 242 personer fick namnet. Den 31 december 2008 fanns det totalt 34 709 personer i Sverige med namnet, varav 27 589 med det som tilltalsnamn. År 2002 fick 1 122 pojkar namnet, varav 916 fick det som tilltalsnamn. Feminina former är Simona och Simone.
Namnsdag i Sverige: 28 oktober (sedan medeltiden. Ursprungligen fanns här i kalendern de dubbla namnen "Simon och Judas", efter apostlarna Simon Ivraren och Judas Taddeus). I den finlandssvenska namnsdagslängden har Simon namnsdag 28 oktober sedan starten 1929, då en egen namnsdagskalender togs i bruk för finlandssvenskar.

## Personer med förnamnet Simon
- Simon - son till Jakob och en av Israeliternas stamfäder.
- Simon Baker - australisk skådespelare
- Simon Bengtsson - svensk zoolog och entomolog
- Simón Bolívar - sydamerikansk general och statsman
- Simon Brehm - svensk musiker och ledare av husbandet i Hylands hörna
- Simon Burns - brittisk politiker
- Simon Callow - brittisk skådespelare
- Simon Cowell - brittisk tv-personlighet
- Simon Dahl - svensk beachvolleybollspelare
- Simon Fuller - brittisk tv-producent och artistmanager
- Simon Gallup - brittisk basist
- Simon Gate - svensk formgivare på Orrefors glasbruk
- Simon Helmfeldt - svensk fältmarskalk under Karl XI
- Simon Ivraren (Simon seloten, Simon Kananaios), en av Jesu lärjungar
- Simon Jensen - dansk-svensk musiker, kompositör, författare och ledare av Simon Jensen Band
- Simon J. Berger - svensk skådespelare
- Simon Kuznets, tysk-amerikansk ekonom, mottagare av Sveriges Riksbanks pris i ekonomisk vetenskap till Alfred Nobels minne
- Simon från Kyrene - han som bar Jesu kors på vägen till Golgata
- Simon Larson - svensk skådespelare
- Simon Le Bon - brittisk sångare
- Simon Liliedahl - svensk politiker (nydemokrat)
- Simon Lindberg - svensk politiker, partiledare (NMR)
- Simon Lussetti - svensk youtubere
- Simon Magus - Simon trollkarlen, tidig kristen sektledare
- Simon Marius - tysk astronom
- Simon van der Meer - nederländsk fysiker, mottagare av Nobelpriset i fysik
- Simon Newcomb - amerikansk astronom och matematiker
- Simon Norrthon - svensk skådespelare
- Simon Olsen - grönländsk politiker
- Simon Pegg -  brittisk skådespelare
- Simon Petrus - en av Jesu mer kända lärjungar, ej att förväxla med Simon Ivraren nämnd ovan.
- Simon Pettersson - svensk friidrottare
- Simon Preston - brittisk organist
- Simon Rattle - brittisk dirigent
- Simon Singh - brittisk populärvetenskaplig författare
- Simon Sköld - svensk MMA-utövare
- Simon Spies - dansk affärsman
- Simon Stålenhag - svensk konstnär och musiker
- Simon Superti - svensk musikproducent
- Simon Thern - svensk fotbollsspelare
- Simon Tibbling - svensk fotbollsspelare
- Simon de la Vallée - fransk arkitekt och skapare av Riddarhuspalatset
- Simon Wiesenthal - polsk-född jägare av nazistiska krigsförbrytare

## Fiktiva
- Simon Cruz – rollfigur skapad av Simon Söderström för bandet Crashdiet
- Simon Templar – en fiktiv figur bland annat i TV-serien Helgonet